# Brevolidia
Brevolidia  (лат.) — род прыгающих насекомых из семейства цикадок (Cicadellidae). Афротропика. Длина 5-7 мм (самки крупнее). Голова коническая. Скутеллюм очень мелкий, его длина меньше длины пронотума. Оцеллии мелкие. Самки иногда брахиптерные, клипеус длинный и широкий. Ранее включали в состав подсемейства Coelidiinae.
- Brevolidia aequalis Nielson, 1982
- Brevolidia cameroonensis Nielson, 1991
- Brevolidia constrictus  Jacobi, 1910
- Brevolidia elongata  Nielson, 1991
- Brevolidia globosa  Nielson, 1982
- Brevolidia singularis Nielson, 1991
- Brevolidia trispinata Nielson, 1991